# Hans Magnus
Hans Magnus var en norsk arkitekt i Oslo, som ritat flera kyrkor i Norge och i Svalbard.

## Verk i urval
- Loppa kyrka (1953)[2]
- Øksfjords kyrka (1954)

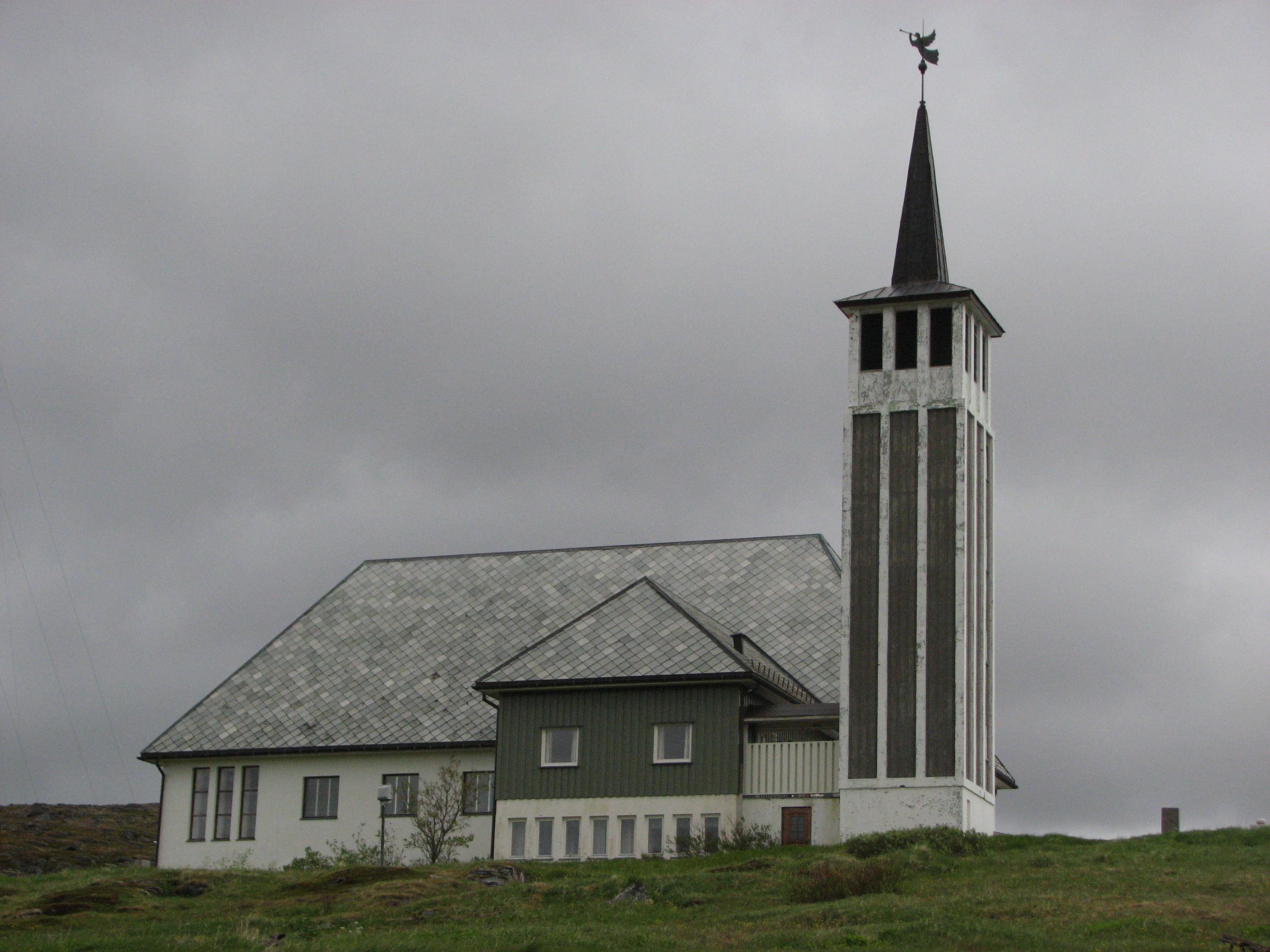
Mehamns kapell

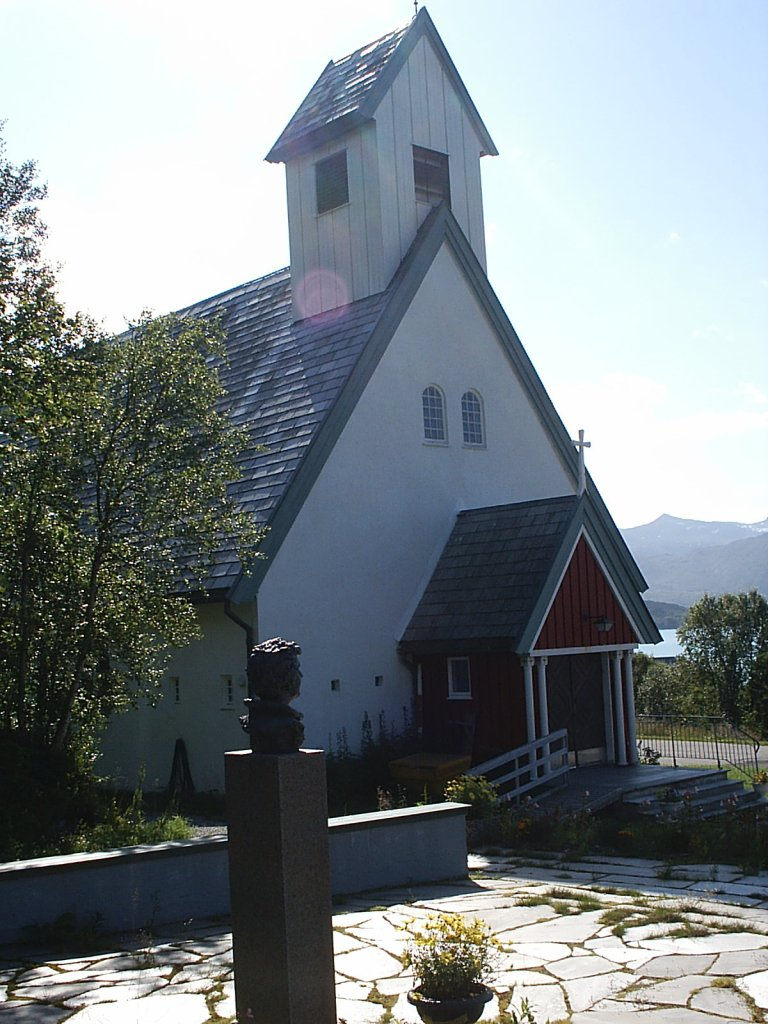
Bergs kyrka, Skaland på Senja

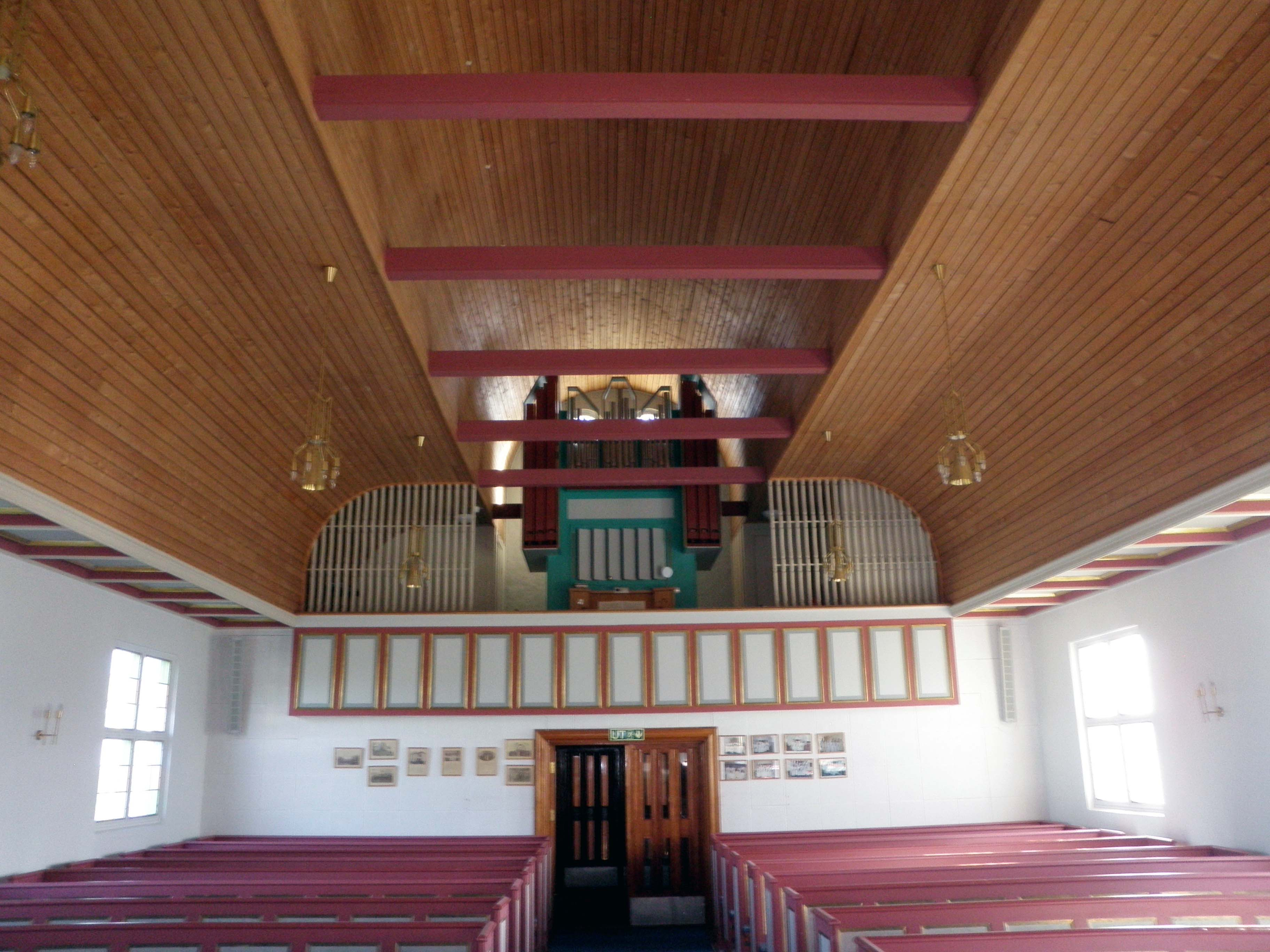
Interiör, Berlevågs kyrka

- Bergs kyrka, ön Senja i Troms fylke (1955)
- Svalbards kyrka (1958)[3]
- Berlevågs kirke (1960)[4]
- Hammerfests kyrka (1961)[5]
- Mehamns kapell (1965)[6]
- Båtsfjords kyrka (1971)